# دار الشعب (رصد)

تعديل مصدري - تعديل

دار الشعب هي إحدى قرى عزلة القارة بمديرية رصد التابعة لمحافظة أبين، بلغ تعداد سكانها 79 نسمة حسب تعداد اليمن لعام 2004.